# Костадин Гюреджеклията
Костадин (Коста) Гюреджеклията, Гюрджийски или Гюрджиклийев е български хайдутин и революционер, деец на Върховния македоно-одрински комитет.

## Биография
Костадин Гюреджеклията е роден през 1842/1845 година в драмското село Гюреджик, тогава в Османската империя, днес в Гърция. Установява се в Ковачевица. Излиза със собствена чета, а при Съединението на България от 1885 година действа заедно с Тодор Тетимов с формираната в Дупница Македонска въстаническа чета. С нея той първо отбранява Хасковския район, а след това в Сръбско-българската война води сражения със сърбите.
При избухването на Балканската война през 1912 година е доброволец в Македоно-одринското опълчение, в четата на Дончо Златков и в Тринадесета кукушка дружина.